# 斯特凡·亚涅夫
斯特凡·丁切夫·亚涅夫（1960年3月1日—），是保加利亚陆军军官和旅将军，曾于2017年1月至2017年5月在当时的看守政府担任副总理兼国防部长，直至于2021年短暫担任保加利亚看守总理。新政府成立後再任國防部長，但僅擔任多三個月便卸任。